# Bandiera posteriore di Urad
La bandiera posteriore di Urad (乌拉特后旗S, Wūlātè Hòu QíP) è una bandiera della Mongolia Interna, regione autonoma della Cina. Essa è amministrata dalla prefettura di Bayannur.